# لارس إريك تورف
لارس إريك تورف مواليد 11 يناير 1961 في السويد - الوفاة 23 يناير 1989، كان سائق راليات سويدي بدأ مسيرته في سنة 1980. كان أول رالي له هو رالي السويد 1980. تنافس في بطولة العالم للراليات. صعد على المنصة 4 مرات خلال مسيرته.

## فرق مثلها
- فولكس فاجن